# James Halliwell-Phillipps
James Orchard Halliwell-Phillipps (21 juin 1820 – 3 janvier 1889) est un érudit anglais, spécialiste de William Shakespeare, qui a également collecté des comptines et des contes merveilleux dans son pays.

## Biographie
Fils de Thomas Halliwell, il nait à Londres et fait sa scolarité au Jesus College. Il se spécialise dans les recherches chez les antiquaires. En 1839, il édite les voyages de Sir John Mandeville; en 1842 il publie un Account of the European manuscripts in the Chetham Library, avant de découvrir un roman du XVIIIe siècle, Torrent of Portugal. En 1842, il publie la première édition des Nursery Rhymes of England suivie par Nursery Rhymes and Nursery Tales, contenant la première version imprimée des trois petits cochons. En 1846, il publie une version de la chanson de Noël The Twelve Days of Christmas. En 1848, il sort sa biographie de Shakespeare, Life of Shakespeare, illustrée par John Thomas Blight (1835 - 1911), qui a connu plusieurs rééditions, dont en 1853-1865 une somptueuse, limitée à 150 exemplaires.
Après 1870, il abandonne complètement la critique textuelle, et se consacre à l'étude de la vie de Shakespeare. Il rassemble tous les faits et documents disponibles par rapport à lui. Il a principalement contribué à l'achat de la Nouvelle-Place pour la société de Stratford-on-Avon, et dans la formation il y a du musée Shakespeare.
Ses publications comptent plus de soixante volumes. Il prend le nom de Phillipps en 1872, en vertu du testament du grand-père de sa première femme, une fille de Sir Thomas Phillipps l'antiquaire. Il prend une part active dans la Camden Society, la Percy Society et la Shakespeare Society, pour laquelle il édite de nombreux travaux et de la littérature élisabéthaine. En 1845, il est exclu de la bibliothèque du British Museum en raison d'une suspicion attachée à la possession de certains manuscrits qui avaient été retirés de la bibliothèque du Trinity College de Cambridge. Il publie une explication en privé en 1845.
Sa maison est à Hollingbury Copse, près de Brighton, pleine de livres rares et curieux. Il a généreusement donné beaucoup d'entre eux à des bibliothèques.